# Arbër Abilaliaj
Arbër Abilaliaj (Valona, 6 giugno 1986) è un ex calciatore albanese, di ruolo attaccante.

## Carriera

### Club
Nella sua carriera ha militato nel campionato albanese ed in quello croato.

## Statistiche

### Presenze e reti nei club
Statistiche aggiornate al 9 ottobre 2015.
| Stagione                 | Squadra                  | Campionato               | Campionato | Campionato | Coppe nazionali | Coppe nazionali | Coppe nazionali | Coppe continentali | Coppe continentali | Coppe continentali | Altre coppe | Altre coppe | Altre coppe | Totale | Totale |
| Stagione                 | Squadra                  | Comp                     | Pres       | Reti       | Comp            | Pres            | Reti            | Comp               | Pres               | Reti               | Comp        | Pres        | Reti        | Pres   | Reti   |
| ------------------------ | ------------------------ | ------------------------ | ---------- | ---------- | --------------- | --------------- | --------------- | ------------------ | ------------------ | ------------------ | ----------- | ----------- | ----------- | ------ | ------ |
| 2002-2003                | Flamurtari Valona        | KS                       | ?          | ?          | CA              | ?               | ?               | -                  | -                  | -                  | -           | -           | -           | 0+     | 0+     |
| 2003-2004                | Flamurtari Valona        | KS                       | ?          | ?          | CA              | ?               | ?               | -                  | -                  | -                  | -           | -           | -           | 0+     | 0+     |
| 2004-2005                | Partizani Tirana         | KS                       | ?          | ?          | CA              | ?               | ?               | -                  | -                  | -                  | -           | -           | -           | 0+     | 0+     |
| 2005-2006                | Partizani Tirana         | KS                       | ?          | ?          | CA              | ?               | ?               | -                  | -                  | -                  | -           | -           | -           | 0+     | 0+     |
| 2006-2007                | Partizani Tirana         | KS                       | 29         | 7          | CA              | 0               | 0               | Int                | 2                  | 1                  | -           | -           | -           | 31     | 8      |
| 2007-2008                | Partizani Tirana         | KS                       | 29         | 6          | CA              | 0               | 0               | -                  | -                  | -                  | -           | -           | -           | 29     | 6      |
| Totale Partizani Tirana  | Totale Partizani Tirana  | Totale Partizani Tirana  | 58+        | 13+        |                 | 0+              | 0+              |                    | 2                  | 1                  |             | -           | -           | 60+    | 14+    |
| 2008-2009                | Besa Kavajë              | KS                       | 21         | 3          | CA              | 5               | 2               | -                  | -                  | -                  | -           | -           | -           | 26     | 5      |
| 2009-2010                | Tirana                   | KS                       | 25         | 6          | CA              | 3               | 1               | UCL                | 2                  | 0                  | SA          | 1           | 1           | 31     | 8      |
| 2010-2011                | Inter Zaprešić           | 1. HNL                   | 24         | 2          | CC              | 0               | 0               | -                  | -                  | -                  | -           | -           | -           | 24     | 2      |
| 2011-2012                | Inter Zaprešić           | 1. HNL                   | 18         | 5          | CC              | 1               | 0               | -                  | -                  | -                  | -           | -           | -           | 19     | 5      |
| Totale Inter Zaprešić    | Totale Inter Zaprešić    | Totale Inter Zaprešić    | 42         | 7          |                 | 1               | 0               |                    | -                  | -                  |             | -           | -           | 43     | 7      |
| 2012-2013                | Tirana                   | KS                       | 14         | 2          | CA              | 3               | 0               | UEL                | 0                  | 0                  | SA          | 0           | 0           | 17     | 2      |
| Totale Tirana            | Totale Tirana            | Totale Tirana            | 39         | 8          |                 | 6               | 1               |                    | 2                  | 0                  |             | 1           | 1           | 48     | 10     |
| 2013-2014                | Flamurtari Valona        | KS                       | 20         | 12         | CA              | 6               | 2               | -                  | -                  | -                  | -           | -           | -           | 26     | 14     |
| 2014-2015                | Flamurtari Valona        | KS                       | 28         | 5          | CA              | 3               | 0               | UEL                | 3                  | 0                  | SA          | 1           | 0           | 35     | 5      |
| Totale Flamurtari Valona | Totale Flamurtari Valona | Totale Flamurtari Valona | 48+        | 17+        |                 | 9+              | 2+              |                    | 3                  | 0                  |             | 1           | 0           | 61+    | 19+    |
| 2015-2016                | Skënderbeu               | KS                       | 0          | 0          | CA              | 1               | 0               | UCL+UEL            | 2+0                | 0                  | SA          | 1           | 0           | 4      | 0      |
| Totale carriera          | Totale carriera          | Totale carriera          | 208+       | 48+        |                 | 22+             | 5+              |                    | 9                  | 1                  |             | 3           | 1           | 242+   | 55+    |

## Palmarès

### Giocatore
- Supercoppa d'Albania: 2

Tirana: 2009, 2012
- Coppa d'Albania: 1

Flamurtari Valona: 2013-2014
- Campionato albanese: 1

Skënderbeu: 2015-2016

### Allenatore
- Supercoppa d'Albania: 1

Partizani Tirana: 2023